# 杰文斯悖论

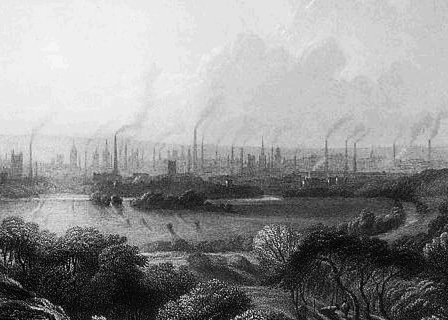
19世纪英国曼彻斯特燃煤工厂。 改进技术使煤炭燃起了工业革命，大大增加了煤炭消费。

杰文斯悖论為一经济学理論。其主張当技术进步提高了使用资源的效率（减少任何一种使用所需的数量），但成本降低導致需求增加，令资源消耗的速度不減反增。 此理論常見於环境经济学中，因政府和环保人士普遍认为提高效率会降低资源消耗，忽视悖论的可能性。
1865年，英国经济学家威廉·斯坦利·杰文斯观察到，提高煤炭使用效率的技术改进导致广泛行业煤炭消费量增加。他认为，与普通的直觉相反，技术进步不可能依赖于降低燃料消耗。
现代经济学家从提高能源效率的角度研究消费反弹效应，重新审视了这个问题。除了减少给定用途所需的量之外，提高效率还降低了使用资源的相对成本，从而增加了所需的数量。这在一定程度上抵消了使用效率的降低。此外，提高效率可加速经济增长，进一步增加资源需求。 杰文斯悖论发生在增加需求的影响占主导地位时，效率更高导致更多的资源被使用。
能源效率反弹的规模以及杰文斯悖论对能源节约的相关性存在很大的争议。有些人驳斥了这个悖论，而另外一些人担心，通过提高能源效率来追求可持续发展可能是自我牺牲的。环境经济学家提出，提高效率与保持使用成本相同（或更高）的保护政策，以避免杰文斯悖论。保护政策（如上限和交易）不显示悖论，可用于控制反弹效应。

## 历史

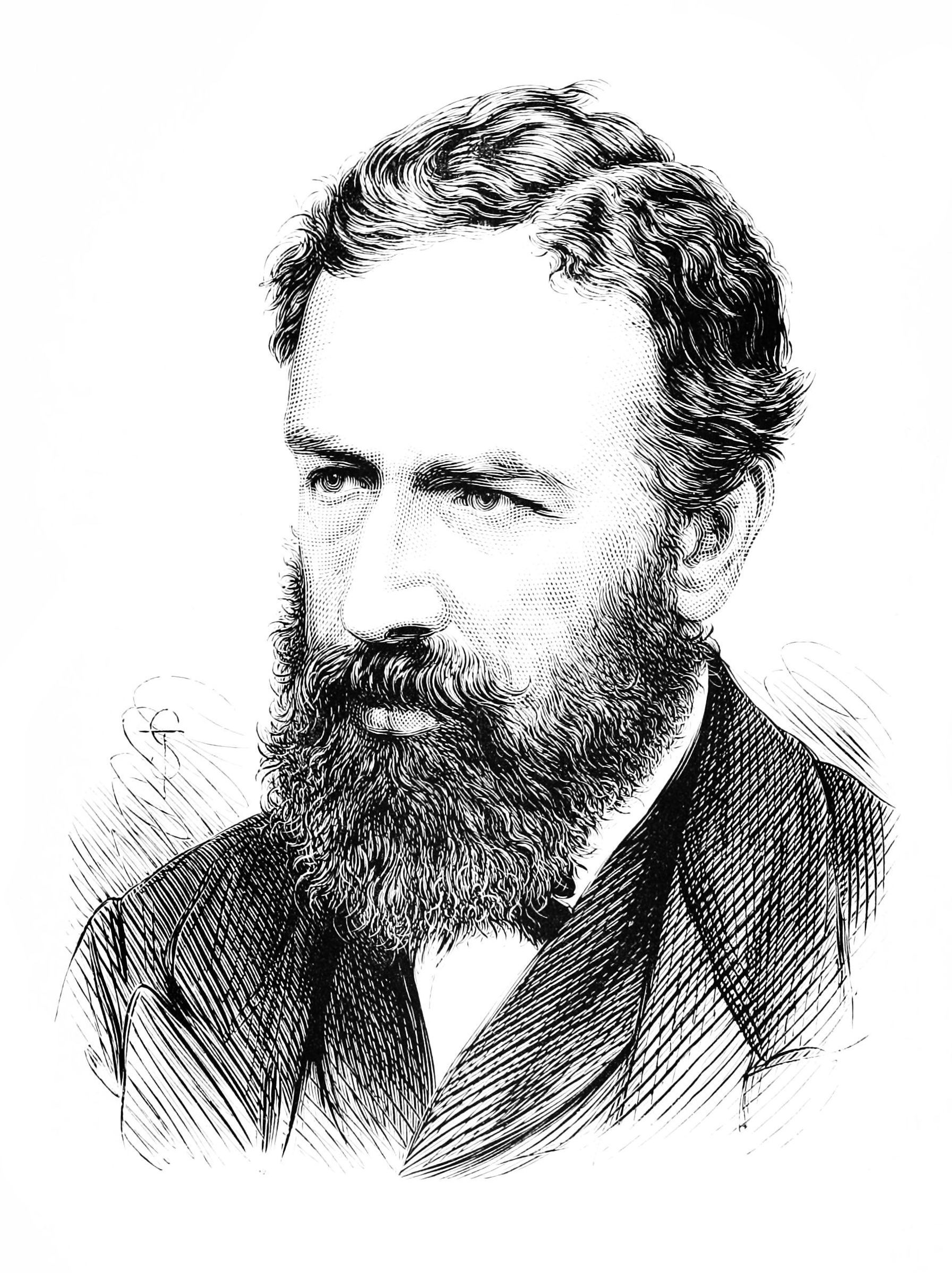
经济学家威廉·斯坦利·杰文斯

杰文斯的悖论首先由英国经济学家威廉·斯坦利·杰文斯在1865年的“煤炭问题”一书中描述。杰文斯观察到，詹姆斯·瓦特引进瓦特蒸汽机后，英国的煤炭消费量大幅上涨，这使得湯瑪斯·紐科門早期的设计大大提高了燃煤蒸汽发动机的效率。瓦特的创新使得煤炭成为更具成本效益的动力源，从而在广泛的行业中增加了蒸汽机的使用。这反过来又增加了总的煤炭消耗，即使任何特定应用所需的煤量下降。杰文斯认为，燃料效率的提高往往会增加（而不是减少）燃料使用，写道：“假设燃料的经济使用等同于消耗的消耗，这是一个想法的混乱，恰恰相反。
当时英国很多人担心煤炭储量急剧减少，但有些专家认为，改善技术将会减少煤炭消费。杰文斯认为，这种看法是不正确的，因为进一步提高效率将会增加煤的使用。因此，提高技术水平往往会提高英国煤炭储蓄的利用率，也不能依赖这个问题来解决这个问题。
尽管杰文斯最初专注于煤炭问题，但这一概念已经扩展到使用任何资源，例如用水。这也许是环境经济学中最广为人知的悖论。

## 原因

弹性需求：效率提高20％，导致旅行增加40％。 燃料消耗增加，杰文斯悖论发生。

无弹性需求：效率提高20％，导致旅行增加10％。 杰文斯悖论不会发生。

经济学家观察到，当汽车的燃油效率更高时，消费者往往会越来越多，导致燃料需求的“反弹”。使用资源（例如燃料）的效率的提高导致当根据可实现的程度（例如旅行）测量时，使用该资源的成本降低。一般来说，成本（或价格）的降低会使物品或服务的数量增加（需求规律）。随着旅行成本的降低，消费者将会越来越多地旅行，增加对燃料的需求。这种需求的增长被称为反弹效应，可能足以抵消原来的需求下降从提高的效率。当反弹效应大于100％时，杰文斯的悖论就会发生，超过原来的效率增益。
反弹效应的大小取决于物品需求的价格弹性。在完全竞争的市场中，燃料是唯一的投入，如果燃料价格保持恒定但效率翻了一番，旅行的有效价格将减半（可以购买的旅行的两倍）。如果作为回应，购买的旅行量翻了一番以上（即需求是价格弹性的），那么燃料消耗将会增加，并且杰文斯悖论会发生。如果需求价格不弹性，购买的旅游量将会减少一倍，燃料消耗将减少。然而，货物和服务通常使用多种类型的投入（例如燃料，劳动力，机械），而输入成本之外的其他因素也可能影响价格。这些因素往往会降低反弹效应，使杰文斯悖论不太可能发生。

## 哈茲弗-布魯克斯假设
20世纪80年代，经济学家丹尼尔·哈兹弗兰克（Daniel Khazzoom）和伦纳德·布鲁克斯（Leonard Brookes）重新回顾了杰文斯悖论对于社会的能源使用情况。英国原子能管理局首席经济学家布鲁克斯（Brookes）认为，通过提高能源效率来降低能源消耗的尝试将简单地提高整个经济体的能源需求。哈兹弗兰克集中在狭隘的角度，即加州能源委员会制定的家用电器的强制性绩效标准忽视了反弹的潜力。
1992年，经济学家哈桑·桑德斯（Harry Saunders）认为，提高能源效率的工作可以提高（而不是减少）哈茲弗-布魯克斯 假设的能源消耗，并认为这一假设得到新古典增长理论（主流经济资本理论）的广泛支持积累，技术进步和长期经济增长）。 Saunders表明，哈茲弗-布魯克斯 的假设发生在新古典主义增长模式中，在广泛的假设下。
据桑德斯称，提高能源效率往往会通过两种手段增加能源消耗。首先，提高能源效率使得能源的使用相对便宜，从而鼓励增加使用（直接反弹效应）。第二，提高能源效率导致经济增长增长，拉动了整个经济的能源消耗。在微观层面（看个别市场），即使具有反弹效应，能源效率的提高通常会导致能源消耗的降低。也就是说，反弹效应通常低于100％。然而，在宏观经济层面上，更有效率（因而相对便宜）的能源将导致更快的经济增长，这增加了整个经济体的能源消耗。桑德斯认为，考虑到微观经济和宏观经济影响，提高能源效率的技术进步将趋向于增加总体能源消耗。

## 能源保护政策
杰文斯警告说，燃油效率的提高往往会增加燃料使用量。但这并不意味着提高燃油效率是毫无价值的：更高的燃油效率可以实现更高的生产和更高的生活质量。例如，一个更有效率的蒸汽机允许更便宜的货物运输和对工业革命作出贡献的人员。然而，如果哈茲弗-布魯克斯 的假设是正确的，燃料效率本身就不会降低化石燃料的耗尽速度。
关于哈茲弗-布魯克斯  Postulate是否正确以及杰文斯悖论对节能政策的相关性存在相当大的争议。大多数政府，环保人士和非政府组织采取提高效率的政策，认为降低资源消耗，减少环境问题。包括许多环境经济学家在内的其他人怀疑这种可持续发展的“效率战略”，担心效率的提高实际上可能导致生产和消费的增长。他们认为，为了资源利用的下降，效率提升应与限制资源利用的其他政策相结合。
有时候，杰文斯悖论有时会被认为是节约能源的努力是徒劳的，例如，更有效地利用石油会导致需求的增加，并且不会降低油价的高峰或高峰。这个论点通常被认为是不制定环境政策或追求燃油效率的原因（例如，如果汽车效率更高，则只会导致更多的驾驶）。对这个论点提出了几点意见。首先，在发达国家石油等成熟市场的背景下，直接反弹效应通常很小，燃油效率提高通常会降低资源利用，其他条件仍然保持不变。第二，即使提高效率也不会降低所用燃料的总量，仍然有其他效益提高。例如，提高燃油效率可能会降低与石油峰值相关的全球经济的价格上涨，短缺和中断。第三，环境经济学家指出，如果提高效率与燃料使用成本相同或更高的干预（如燃油税）相结合，燃料使用将明显减少。
杰文斯悖论表明，提高效率本身可能不会减少燃料使用，可持续能源政策必须依赖其他类型的政府干预措施。由于杰文斯悖论仅适用于提高燃油效率的技术改进，所以施加保护标准或其他增加成本的政府干预措施并不表现出悖论，可用于控制反弹效应。为了确保提高效率的技术改进减少燃料使用，可以将效率提升与减少需求（如绿色税收，上限和贸易或更高排放标准）的政府干预配合使用。生态经济学家Mathis Wackernagel和William Rees建议，从效率增益中节省的任何成本都要从进一步的经济循环中消除或者从其他方面消除，最好应该被用于再投资自然资本的复原。通过减轻旨在促进生态可持续发展活动的政府干预措施的经济影响，提高技术进步可能使这些干预措施更加可口，更有可能得到落实。

## 杰文斯的补充推论
经济学家爱德华·格莱泽提出了他所谓的“杰文斯补充推论”，其中 
预测信息技术的改进可能导致对面对面接触的更多需求，因为面对时间补充了电子通信的时间。 所有这些电子交互「视频会议，电子邮件，发短信，Facebook等」正在创造一个更加关系密切的世界，正如蒸汽机的改进导致了更多的煤炭密集型经济; 这些关系需要电子邮件和人际关系。 人与人之间更好的联系为贸易和商业创造了极大的机会。